# Christine Darden
Pour les articles homonymes, voir Darden.
Christine Darden (née le 10 septembre 1942 à Monroe en Caroline du Nord) est une mathématicienne américaine, analyste de données et ingénieure en aéronautique qui a consacré ses 40 ans de carrière dans l'aérodynamique à la recherche des ondes soniques à la NASA. Elle a été la première femme afro-américaine au Centre de recherche Langley de la NASA à être promue à des postes de direction.
Darden est l'une des femmes scientifiques mises à l'honneur dans Les Figures de l'ombre, un livre de Margot Lee Shetterly publié en 2016. Elle n'est néanmoins pas représentée dans l'adaptation du livre au cinéma, sortie en salle en 2017 sous le même titre.

## Enfance et carrière
Christine Darden est née le 10 septembre 1942 de Desma Cheney, institutrice, et de Noé Horace Mann Sr, agent d'assurance, à Monroe, en Caroline du Nord. Ses deux parents l'ont encouragée à poursuivre une éducation de qualité. À partir de l'âge de trois ans, Darden a été amenée dans les salles de classe où sa mère enseignait, et à l'âge de quatre ans, elle a été inscrite à l'école maternelle. Au cours de ses années d'école, Darden a pris un grand intérêt à démonter et à reconstruire des objets mécaniques comme sa bicyclette. Darden achève ses deux dernières années d'école primaire à Allen High School, un pensionnat à Asheville, en Caroline du Nord. Elle a obtenu son diplôme de la classe majore de promotion en 1958, ce qui lui permet de recevoir une bourse pour étudier à l'université de Hampton, alors connue sous le nom de Hampton Institute. Au cours de son séjour à Hampton, elle trouve le temps de participer à certaines manifestations du Mouvement afro-américain des droits civiques. Elle a participé à plusieurs sit-ins d'étudiants aux côtés d'autres pairs noirs. Elle est diplômée de Hampton avec un B. S. en mathématiques, en 1962. Elle est également titulaire d'un brevet d'enseignement, ayant passé une brève partie du début de sa carrière à enseigner des mathématiques dans des établissements d'enseignement secondaires.
En 1963, elle a épousé Walter L. Darden Jr, un enseignant de sciences. En 1965, elle devient assistante de recherche à l'université d'État de Virginie, elle étudie la physique des aérosols. Elle y a également travaillé en tant que professeure de mathématiques et a obtenu son M. S. en 1967. La même année, elle a été embauchée par la NASA en tant qu'analyste de données au Centre de recherche Langley. La plupart des premiers travaux de Darden ont porté sur l'exécution de calculs pour des ingénieurs, bien que plus tard, elle ait commencé à automatiser le processus en écrivant des programmes informatiques.
En 1973, elle a été promue ingénieure en aérospatiale par son supérieur John V. Becker après avoir risqué d'être licenciée de son poste précédent. En 1983, elle a obtenu un Ph.D. en génie de l'université George-Washington. Ses premiers résultats ont abouti à une révolution de la conception en aérodynamique en démontrant les effets soniques faible-boom dans les années 1960 et 1970,.

## Les «ordinateurs» humains de la NASA
En 1989, Darden a été nommée chef de l'Équipe Sonic Boom, une branche du programme High Speed Research (HSR). Au sein de l'Équipe Sonic Boom, elle a travaillé à diminuer les effets négatifs des ondes soniques comme la pollution sonore et la destruction de la couche d'ozone. Son équipe a testé les nouveaux dessins d'aile et de nez pour les avions supersoniques. Elle a aussi conçu un programme d'ordinateur pour simuler les bangs soniques. Le programme a été annulé en février 1998, « sans publicité ni communiqué de presse ». Un abrégé de 1998 publié par Darden décrit le programme comme centré sur « les technologies nécessaires pour le développement d'un transport civil à haute vitesse respectueux de l'environnement et économiquement viable. ».
Christine Darden a été l'une des femmes afro-américaines employées à Langley, dont les plus connues ont été nommées les « West Area Computers », un groupe en activité de 1943 à 1958. Le collectif, chargé de la transformation des données collectées lors des essais en vol, a rapidement acquis une réputation d'« ordinateurs humains », essentiels à la NASA. En dépit de leur efficacité remarquée, les femmes ont été soumises aux lois Jim Crow et ont été obligées d'utiliser des installations sanitaires séparées.
Au sein de la NASA, Darden gravit les échelons pour en devenir « l'un des principaux experts […] sur le vol supersonique et les ondes soniques », ainsi que la première femme afro-américaine à Langley à être promue à des postes de direction.
En mars 2007, Darden prend sa retraite de la NASA en tant que directrice du Bureau de la Communication stratégique et de l'Éducation. Elle est l'auteure de plus de 50 publications dans le champ général de la conception aéronautique, spécialisée dans les écoulements supersoniques et la conception de rabat, ainsi que la prédiction et la minimisation des ondes soniques.

## Distinctions
En 1985, Darden a reçu le Dr A. T. Weathers Technical Achievement Award de la National Technical Association. Elle a également reçu trois certificats de performance exceptionnelle du Centre de recherche Langley, en 1989, 1991 et 1992. Elle a reçu un Candace Award (en) de la Coalition nationale des 100 femmes noires (National Coalition of 100 Black Women) en 1987.
Enfin, elle recevra en même temps que les autres héroïnes du livre Les Figures de l'ombre Katherine Johnson, Dorothy Vaughan et Mary Jackson la médaille d'or du Congrès, plus haute distinction civile pouvant être donnée par le Congrès des États-Unis.

## Publications
- Effect of leading-edge load constraints on the design and performance of supersonic wings
- Sonic-boom minim. with nose-blunt. relaxation, 1979